# Cheikh Saad Bouh

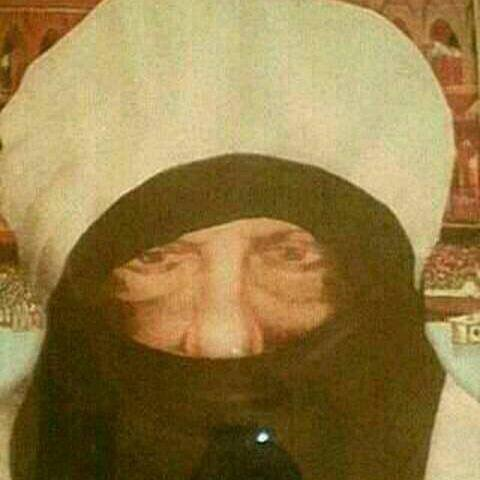
Cheikh Saad Bouh

Cheikh Saad Bouh (litt. « le bonheur de son père") (transcrit aussi Saadbûh, Sa'dbûh, Sa'd Bu ou Sadibou), né en 1848 dans le Hodh en Mauritanie et mort le 12 juillet 1917 à Nimjat (Trarza, Mauritanie), est un saint, un soufi et une grande figure de l'Islam en Afrique de l'Ouest.
Il est le fils de cheikh Muhammad Fâdil ben Mâmîn, fondateur de la Fadiliyya, et de Mariama fille de Ahmed Abdi (Myriam ment Ahmed Louly).

## Origines familiales
Cheikh Saad Bouh, trente unième fils de Cheikh Muhammad Fâdil ben Mâmîn (1797-1869), fait partie de la ligne des Taleb Mokhtar (Ahl Taleb al-Mukhtar) originaires du Tafilalet et est descendant de Muhammad, par sa fille Fatima (qualité de "Chérif") par les deux Idris. Selon Cheikh Saad Bouh, cité par Paul Marty, les Ahl Taleb al-Mukhtar sont des Bani Hashim. A. Le Chatelier ajoute que Cheikh  Mouhamed Fadel était d'origine chérifienne de Oualata et cette dignité était très importante dans la région saharienne. La généalogie de Cheikh Saad Bouh a été dressée par L. Bouvat dans la revue du monde musulman publiée par la Mission scientifique du Maroc, datée de février 1912,.       
Cheikh Mohammed Fadel a mis en place au cours du XIXe siècle une branche au sein de la confrérie Qadiriyya : la Fadiliyya, qui innovait notamment par un certain éclectisme, les invocations à haute voix et des pratiques religieuses extatiques,.
Cheikh Mouhamed Fadel procédait par routinisation de son charisme personnel et essaimage de sa grande famille formée de plus de quarante hommes (Boubrik, 2000)[pas clair]. Cheikh Saad Bouh et son frère Cheikh Ma El Aînin (1831-1910) ont ainsi participé à la diffusion de l'islam par le biais de la Fadiliyya. Alors que son frère s'était établi en zone nord à la frontière marocaine (Sâgiya al-Hamrâ), Cheikh Saad Bouh avait axé son action dans l'ouest mauritanien (le Trarza) et les pays de l'Afrique occidentale.

## Diffusion de l'islam
C'est à l'âge de dix-huit ans que Cheikh Saad Bouh entreprit de s'installer dans la zone du Trarza (Ouest de la Mauritanie) sur consigne de son père. Auparavant, il reçut de lui une  formation religieuse, juridique et ésotérique. À la nature aride et désertique des contrées, s'était ajoutée une insécurité quasi-générale s'étendant jusqu'à la rive ouest du fleuve  Sénégal du fait des razzias des tribus guerrières, le commerce d'esclaves et la contrebande d'armes à feu.  
Son installation dans le Trarza s'est heurtée à l'opposition des puissances tribales autochtones. Ce déplacement s'inscrivait, en effet, dans  la conquête de nouveaux espaces et  l'élargissement de la base sociale et culturelle de son obédience confrérique. Son influence et sa renommée grandissaient au gré des adhésions  des populations autochtones. L'Emir Sidi Ould Muhammad Lahbib laissa Cheikh Saad Bouh s'établir à la suite d'une confrontation avec les érudits de la localité. Son pouvoir spirituel fut ainsi consolidé. L'accès à la terre et la construction d'une casbah à Touizikt lui permirent de disposer d'un centre d'enseignement et d'impulsion de son mouvement.  
C'est après avoir conquis le Trarza, qu'il entreprit de voyager au Sénégal pour gagner de nouveaux adeptes à la Qadiriyya et propager les enseignements de l'islam. Le premier voyage à Saint-Louis eut lieu en 1872. Cheikh Saad Bouh profita de ce séjour pour consolider son réseau de disciples dans la capitale de la colonie française et à l'intérieur du territoire. Sa renommée était  grandissante et il noua des relations avec les monarques locaux, les chefs religieux et les dignitaires. Le contexte local était caractérisé par la poursuite de la conquête par la France de territoires fragmentés en petits royaumes et leur administration par des commandants de cercle - officiers français - et des chefs de canton choisis en général dans les familles régnantes soumises. 
En 1881, il effectua un deuxième voyage et fut reçu par le gouverneur de Lanneau qui opéra un rapprochement avec le guide religieux dont le prestige et la renommée étaient unanimement reconnus,. A. Le Chatelier a répertorié en 1888, les nombreuses tribus affiliées à la Fadilyya et les cheikhs consacrés en Mauritanie et au Sénégal. Cheikh Saad Bouh était reconnu seul représentant au Sénégal de cette branche de la Qadiriyya. D'autres voyages et tournées au Sénégal ont suivi en 1903, 1905,1906 et 1913.

## Effets de son action
Il incitait les fidèles à rechercher la paix et la foi sincère en donnant une part active au culte du divin et en luttant contre le fétichisme et le paganisme. Il avait réussi à construire un vaste réseau d'influence par la consécration de cheikhs et de dignitaires affiliés à la Qadiriyya. Les cheikhs sont des disciples reconnus pour leur loyauté à l'égard du Maître, leur érudition et leur expérience. Avec cette consécration, les cheikhs accédaient à une dignité supérieure au sein de la confrérie et avaient l'autorisation de distribuer le wird (formules liturgiques particulières) et de représenter Cheikh Saad Bouh dans leurs zones d'influence. Ils participaient ainsi à étendre l'Islam dans les contrées les plus reculées de la Sénégambie et de la sous-région ouest-africaine par la création d'écoles et d'associations de fidèles (Dahira). 

### Islamisation de l'Afrique de l'Ouest
L'anthropologue Guy Thilmans rapporte  "le campement de cheikh Saadbouh était un important centre dont les élèves, provenant pour la plupart soit de tribus maraboutiques, soit de Wolof de Saint-Louis et du Cayor, étudiaient sous la tente. En pays noir, l'influence du cheikh était considérable s'étendant au Fouta, au Cayor, au Baol, au Djolof et même en Gambie et en Casamance. À Saint-Louis, il jouissait de la considération générale. Il était en relation suivie avec El Hadji Malick Sy, ainsi qu'avec Ahmadou Bamba",.
Il profita de ses pérégrinations et de ce que le colonisateur garantissait, plus ou moins, la liberté de culte, à l’opposé des puissances tribales et des guerriers ceddo réfractaires à l’islamisation, pour étendre la religion musulmane. Il a formé beaucoup de cheikhs et de dignitaires, qui, à leurs tours, ont effectué un travail considérable de massification. Selon l’auteur Talibouya Niang, Cheikh Saad bouh a consacré six cent soixante-quatre (664) cheikhs dans la sous-région ouest-africaine. On peut citer, notamment, en Mauritanie, ses frères Cheikh Sidyl Khaîri, Cheikh Abdâti et Cheikh Mouftâhi al Khaîri, ses disciples Cheikh EL Béchir Ould Mbârig, Cheikh Amar Maouloud Ould Cheybateu, Cheikh Guila, Cheikh Mouhamadou Mâ âli, Cheikh Ibn Hanbal, Cheikh Moulay Mbârick, Cheikh Moukhtar dit Ibn Arabi Wadâne, Cheikh Moukhtar Kounta dit Minouwa, Cheikh Abdourahmane Ould Jeuweu ; Cheikh Tourad Ould Abbas (inhumé à Dakar), Cheikh Mahfouz Ould Abba (Binako et sud du Sénégal), Cheikh Aldiouma Ba (Guet Ardo), Cheikh Moussa Camara (Ganguel), Cheikh Bakary Diara (Mali), Cheikh Ahmadou Djimbira (Kébémer), Cheikh Fanta-Madi (Kankan – Guinée Conakry), Cheikh Youssou Bamar Gueye (pays lébou de Dakar), Cheikh Ahmadou Ndiaye (Loboudou), Cheikh Ibrahima Sané (Birkama – Gambie), Cheikh Moussa Sarr (Niodior), Cheikh Yérim Ndoumbane Seck (Tivaouane), Cheikh Déthialaw Seck (Ngourane),,,.

### Relation apaisée au colonisateur français
Son action d'islamisation a eu des répercussions d'ordre politique. Son opposition au Djihad contre les forces françaises et l'estime que lui portaient les populations sénégalaises firent de lui un médiateur et un interlocuteur du colonisateur. Il joua le rôle de régulateur social et de pacificateur. C’est ainsi qu’il effectua les bons offices auprès du Damel du Cayor (titre du roi), Lat Dior,  en contradiction avec le colonisateur à propos de la construction du chemin de fer. En 1906, il rédigea la Nasîha (Lettre du Conseil) adressée à son frère Ma El Aînine pour exposer des arguments contre le djihad, en faisant référence au Coran, à la Sunna, à l'histoire (Empire ottoman, colonies anglaises, Égypte, Java, entre autres)  et au bon sens. Il avait indiqué dans la Nasîha la maxime suivante : "Celui qui prend les armes s'éloigne de la vertu".
Il entretenait des relations étroites avec les guides religieux et monarques sénégalais, dont, Alboury Ndiaye, Bourba (titre du roi) de l'Empire du Djolof.
Les relations entre Cheikh Saad Bouh et le colonisateur français étaient caractérisées par un certain accommodement. En 1880, il sauva la vie à l'explorateur Soleillet et à ses compagnons faits prisonniers par les Oulad Delim. En 1891-1894, il fit de même pour Fabert et ses compagnons ainsi que Blanchet et ses hommes assiégés dans l'Adrar par l'Emir Mokhtar Ould Aîda. Il a profité, à l'instar des  autres chefs religieux de la fin du XIXe siècle,  de l'avancée de la conquête coloniale et de la stabilité qu'elle offrait pour étendre la religion musulmane. La résurgence de l'Islam  par les confréries a constitué ainsi  la phase ultime de l'œuvre de popularisation de la religion musulmane en Afrique de l'ouest. Cette action de propagande soutenue avait déjà été relevée en 1916 par Paul Marty qui attirait l'attention sur la Fadiliyya, "cette importante famille et confrérie dont certains membres ont joué et jouent encore au Maroc un rôle politique de premier plan, qui n'est pas achevé, et dont les autres travaillent avec méthode et fruit, sous l'égide de la paix française, à l'islamisation des pays noirs". L'action d'islamisation effectuée par cheikh Saad Bouh a eu un impact considérable dans les pays de l'Afrique occidentale.

## Héritage
C’est à partir de 1909, que Cheikh Saad Bouh s’établit à Nimjat, au nord de Rosso, près du chef-lieu de Mederdra (Mauritanie). Il y avait fondé un centre d'étude important constitué de plusieurs écoles et  qui forma de nombreux Sénégalais, Maliens et Guinéens, entre autres. On y enseignait le Coran, la théologie dans El-Khazin, les Djelaleîn, le commentaire de sourates, le droit, dans la Rissala, la Tohfa, Ibn Achir, Abderrahmane al-Akhdari, le Précis de Khalil, la littérature des poètes préislamiques, la grammaire dans les Alfia d'Ibn Malick et de Soyouti.    
Son œuvre est  perpétuée par sa descendance, les cheikhs et les nombreux disciples Qadiriyya. Sa production littéraire, juridique et gnostique inspire encore les communautés. Si en Mauritanie, l'influence de Cheikh Saad Bouh a été surtout notée dans le Hodh et le Trarza, au Sénégal, c'est dans toutes les parties du territoire qu'il jouit de la considération générale. Il avait des représentants en Gambie, en Casamance et en Guinées portugaise et française. Il était en relation constante avec son grand frère Cheikh Mohammed El Mahmoun, parti faire le pèlerinage à La Mecque avec Cheikh Ma El Aînin, puis s'est installé au Soudan où il fonda une grande école. Il mourut à la Mecque lors de son second voyage.    
Cheikh Saad Bouh décéda le 12 juillet 1917 (22e jour du mois de Ramadan) à Nimjatt, en Mauritanie où il fut enterré. Un pèlerinage qui rassemble des milliers de personnes de la sous-région ouest-africaine y est organisé chaque année à la fin du mois de ramadan.   
Cheikh Saad Bouh a eu neuf  fils, notamment, Cheikh Sidi Ousmane (Sidy bouya) dit Cheikhal Khalifa, Cheikh Mouhamed Takiyoulah dit Atkana, Cheikh Hadramy, Cheikh Sidaty, Cheikh Al Waly, Cheikh Mouhamed Hacen dit Mahfoud, Cheikh Mouhamed Malainine, Cheikh Talibouya, Cheikh Mouhamed Vadel dit Bounana et seize filles, notamment, Nafissatou, Lalla, Souwai idou, Najatt, Tawilit Laamar, Eza, Hija, Saadaani, Khadijatna, Salam bouha, Esshiya, Zahwa Ayne, Bintou Kheir, Oumou Vadli, Marieme et Adou.   

## Œuvre
Cheikh Saad Bouh a produit beaucoup d'ouvrages sur la jurisprudence, les obligations du musulman, les sciences religieuses et l'ésotérisme islamique. Parmi ses œuvres, un ouvrage de six cent soixante-six vers Nourou Sirat fil ilmil Tassâwoufou (Lumière sur le chemin menant au soufisme), un  panégyrique sur le Prophète Mouhamed intitulé Wassîlatoul Maqâcidi (Le Maître bien aimé) et  Nuzatoul oubâd (Le plaisir des adorateurs). Il a rédigé en 1906 la Nasiha (lettre de conseil) adressée à Ma El Aînin l'exhortant à renoncer à la guerre.
Il a produit quatre-vingt-quinze œuvres, selon un recensement effectué par le Pr Abdel Wedoud Ould Cheikh et qui traitent pour l'essentiel de jurisprudence et de soufisme, mais également de panégyriques sur le Prophète Mouhamed, de thérapie du corps, de nutrition et de biodiversité.

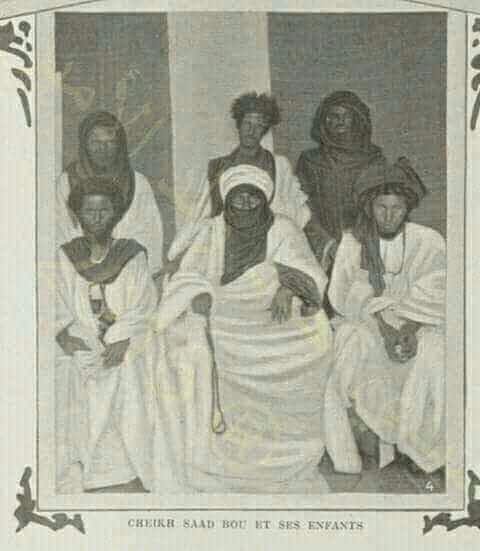
Cheikh Saad Bouh et ses enfants - 1903